# Frische Nehrung

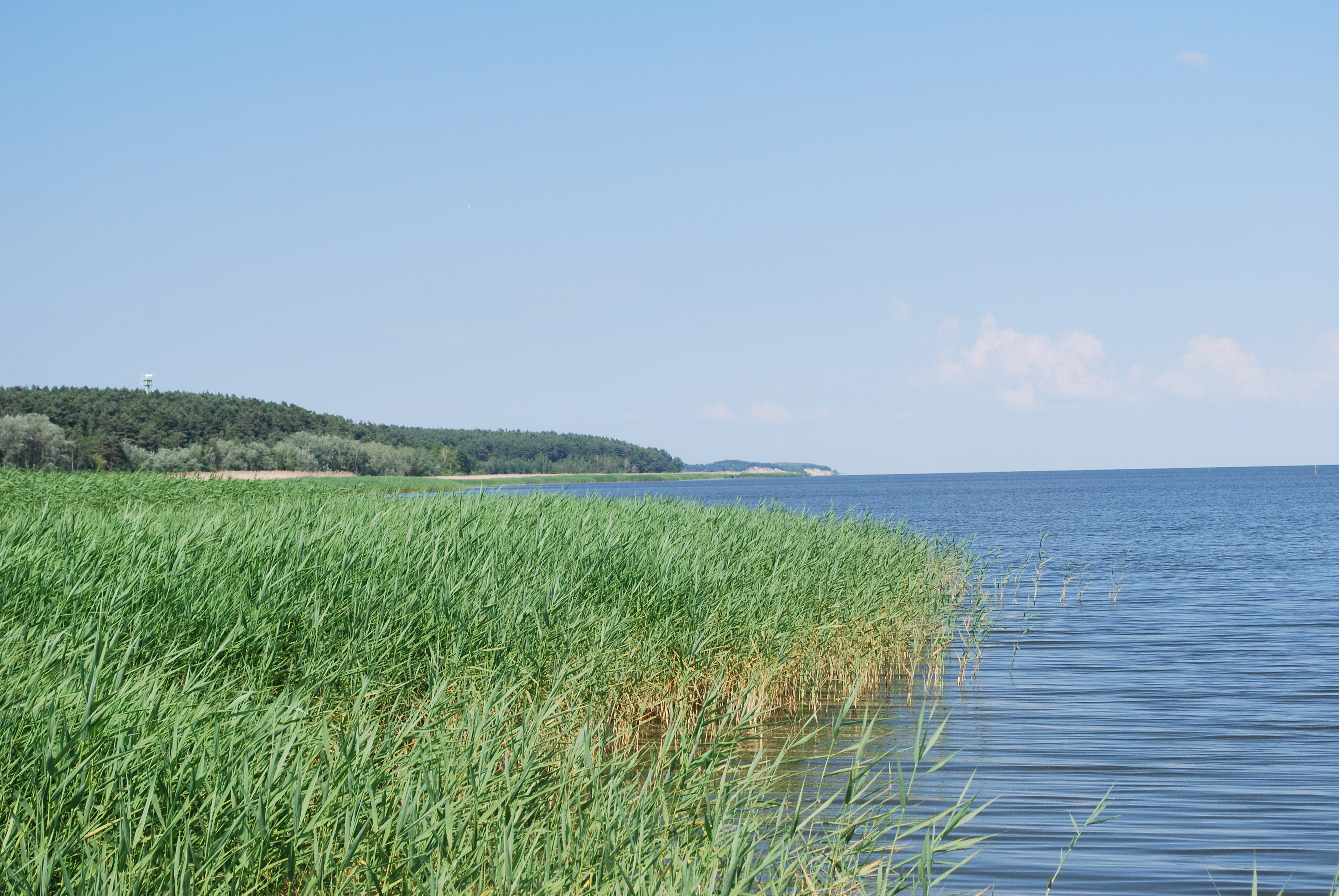
Haffseite bei Nowa Karczma

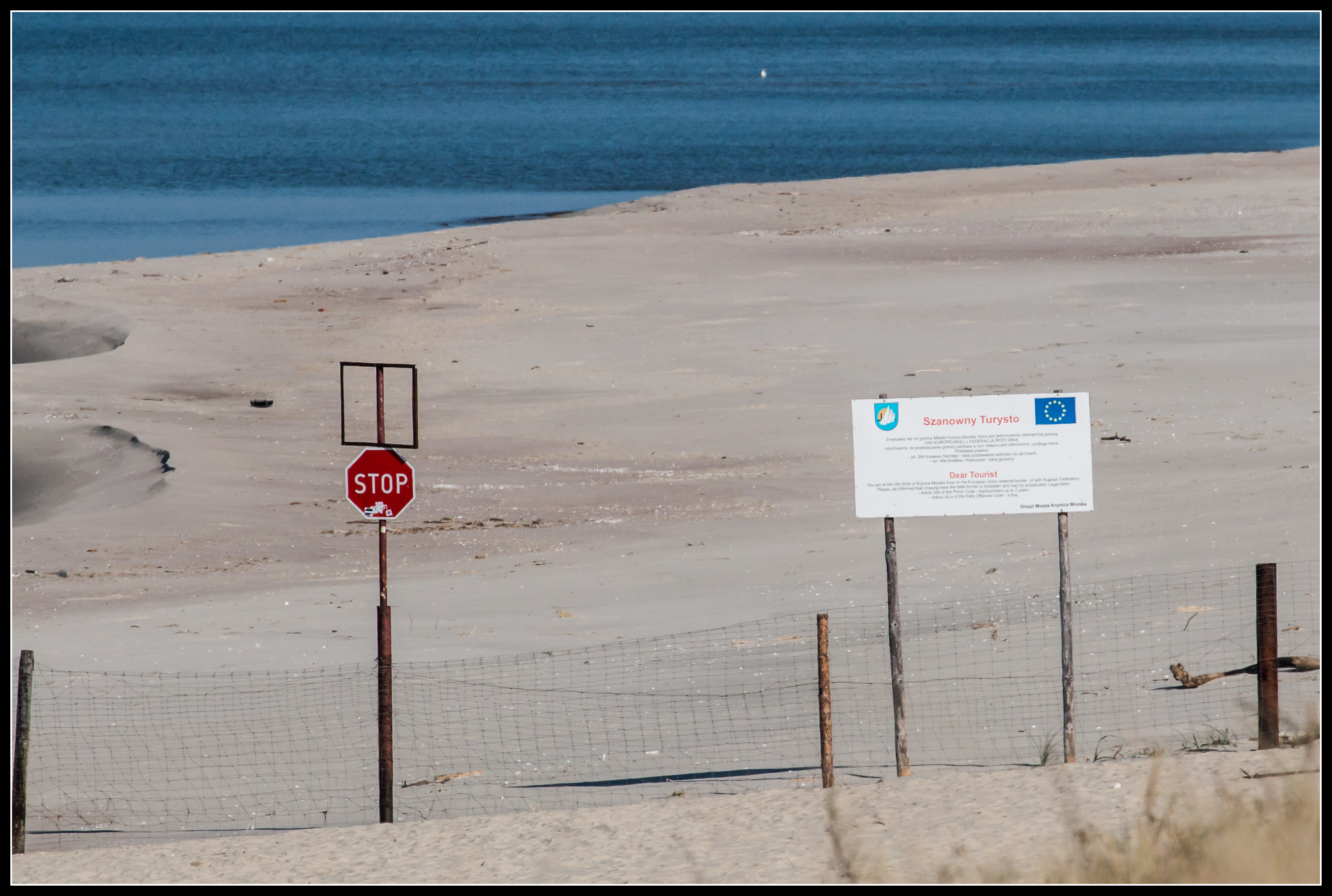
Polnisch-russischer Grenzzaun

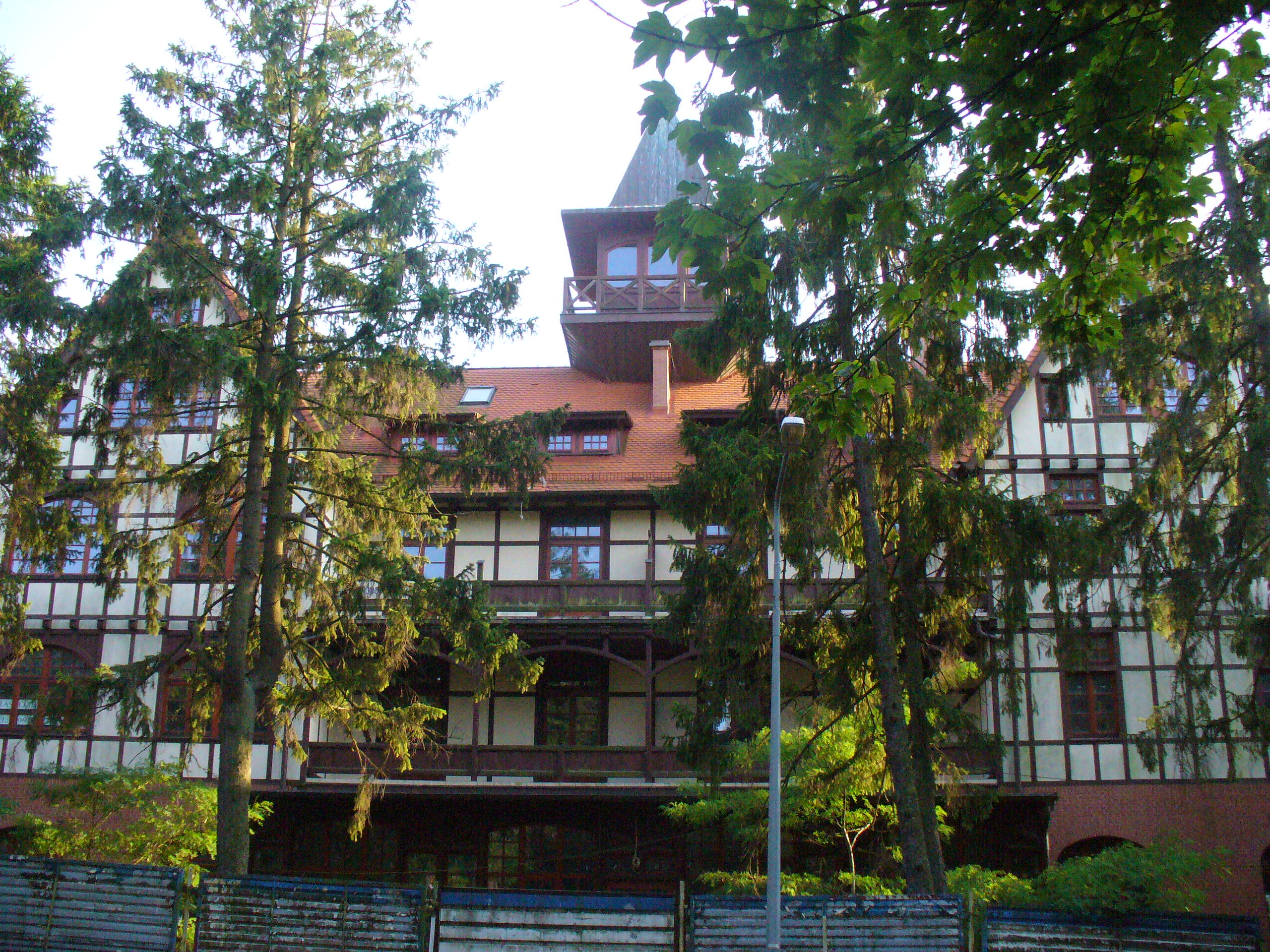
Fachwerkarchitektur in Krynica Morska

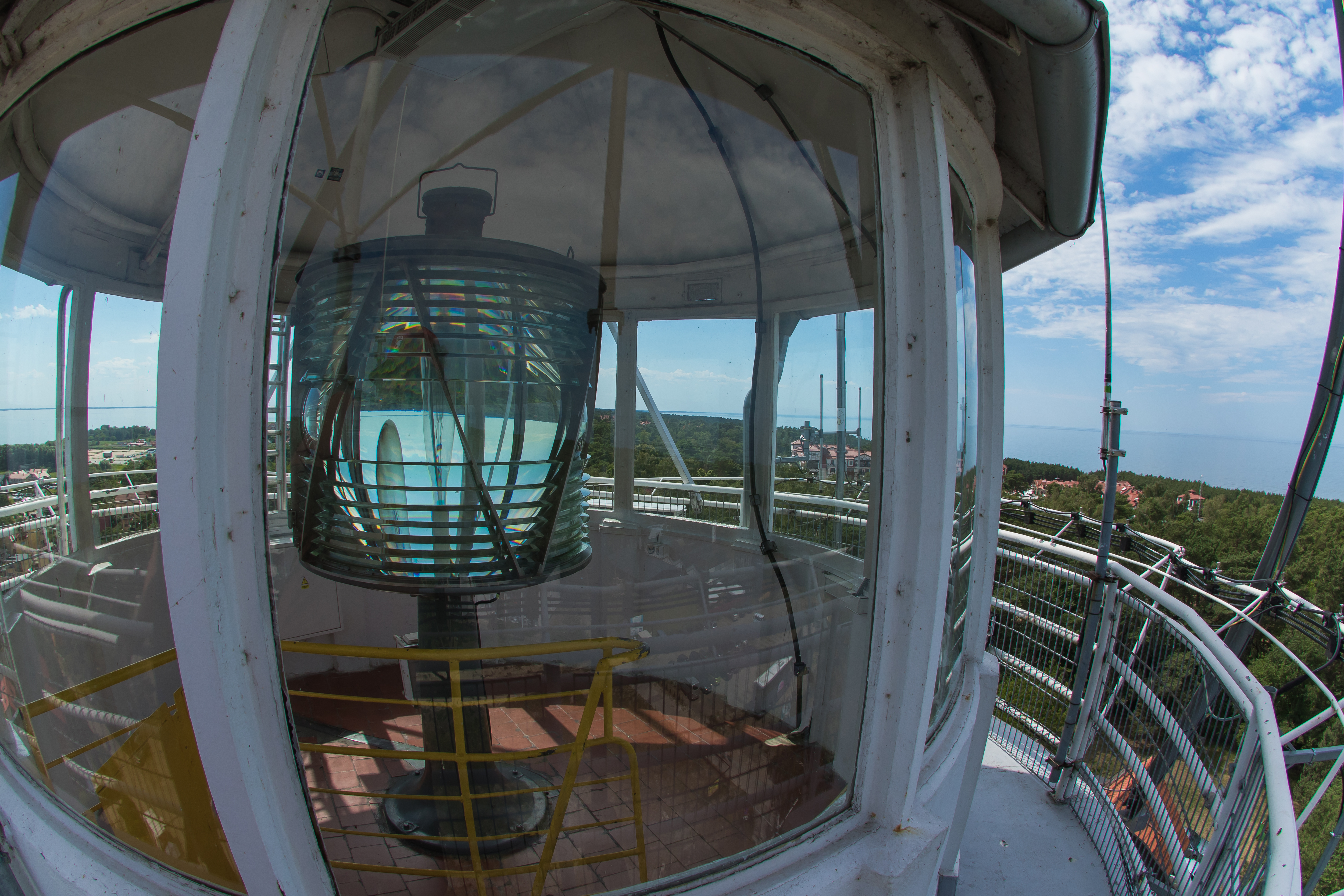
Linsensystem vom Leuchtturm Krynica Morska

Die Frische Nehrung (polnisch Mierzeja Wiślana „Weichsel-Nehrung“, russisch Балтийская коса Baltijskaja Kossa „Pillauer Nehrung“) ist eine schmale Landzunge (Nehrung) von rund 70 km Länge und einigen hundert Metern Breite (größte Breite 1,8 km), die in nordöstlicher Richtung verläuft und das Frische Haff von der offenen Ostsee (Danziger Bucht) abtrennt. Damit ist die Frische Nehrung mehr als doppelt so lang wie die bevölkerungsreichere Halbinsel Hel. Quer über die Frische Nehrung verläuft die Grenze zwischen Polen (Woiwodschaft Pommern) und Russland (Oblast Kaliningrad). Als Teil Ostpreußens gehörte die Frische Nehrung bis 1945 zum Deutschen Reich und kam als Folge des Zweiten Weltkriegs unter die Verwaltung teils der Volksrepublik Polen, teils der Sowjetunion.

## Namensgebung
Seit der Ordenszeit lautete der Name auch Danziger Nehrung.
Der ältere preußische Name lautete „Aismares“ („aislu“: schnell, frisch und „mari, mary“: Haff). Die Bezeichnung frisch für die Nehrung dürfte eine Übersetzung von „aislu“ sein. In der Literatur ist auch eine andere Erklärung zu finden: Früher nannte man Süßwasser frisches Wasser (englisch freshwater). Alle Haffe (dänisch hav = Meer) mit ausgesüßtem Wasser wurden frisch genannt, wie auch um 1600 das Stettiner Haff. Am Anfang des 19. Jahrhunderts ging der Name „Frisches“ vom Haff auf die Nehrung über. Bereits 1676 wird es in dem Buch Speculum Germaniae oder ein kurtzer geographischer Bericht von dem Gesammten Teutschland als frisches Haff bezeichnet, wobei auf ältere Quellen hingewiesen wird.

## Geographie
Am Fuße der Frischen Nehrung befindet sich das Dorf Kąty Rybackie (Bodenwinkel). Der Landstraße von Danzig nach Nordosten folgend liegen auf der seit 1945 polnischen Seite die Orte Skowronki (Vogelsang) sowie die zur Stadt Krynica Morska gehörenden Orte Borowo (Schottland), Przebrno (Pröbbernau), Lipe (Liep), der Badeort Krynica Morska (Kahlberg) und zuletzt Nowa Karczma (auch Piaski, früher Neukrug), ca. 3 km südwestlich der polnisch-russischen Grenze. Die Orte auf der polnischen Seite gehören zur Woiwodschaft Pommern und sind nach wie vor Anziehungspunkte für den Fremdenverkehr.
Das gesamte russische Gebiet gehört heute als Stadtteil Baltijskaja kossa zur Hafenstadt Baltijsk (Pillau). Einziger Ort ist heute das ehemalige Neu Tief, das per Fähre von Baltijsk zu erreichen ist. Die frühere deutsche, später sowjetische und schließlich russische Luftwaffenbasis wird von etwa 1000 Personen bewohnt.
Höchste Erhebungen sind der Kamelberg bei Kahlberg und die mit 25 Meter Höhe imposante ehemalige Wanderdüne von Narmeln auf russischem Gebiet.

## Geschichte
Im 13. Jahrhundert verlandete eine Durchfahrt durch die Nehrung, die Elbing und zuvor Truso den direkten Zugang zur Ostsee ermöglicht hatte. Ein neuer Durchbruch entstand hingegen bei Pillau.
Einst wurde hier die niederpreußische Nehrungsmundart gesprochen. Quellen aus dem 17. Jahrhundert belegen, dass hier bis ins 18. Jahrhundert von zugezogenen Fischern („Kuren“ aus Kurland) auch die dem Lettischen nahestehende Sprache Nehrungskurisch gesprochen wurde, die auf der nordöstlicheren Kurischen Nehrung noch bis nach dem Zweiten Weltkrieg vorkam.
Die gesamte Nehrung bis Pillau hatte bis 1466 der Stadt Danzig gehört. Durch Abtretung des Teils von Narmeln bis Pillau an den Deutschen Orden erhielt Danzig 1466 im Gegenzug das Städtchen Hela.
Nach der zweiten Teilung Polens kam die Nehrung bis Narmeln 1793 an Preußen und wiederum 1807–1814 zur Republik Danzig. Seit 1814 gehörte dieser westliche Teil der Nehrung zu Westpreußen. Die historische Grenze zwischen Ost- und Westpreußen verlief zwischen Narmeln und der Narmelner Düne, das entsprach der früheren Grenze zwischen Preußen Königlichen Anteils unter dem polnischen König und dem Herzogtum Preußen unter dem Herzog bzw. König in Preußen.
Nach dem Versailler Friedensvertrag kamen die Orte von Pröbbernau bis Narmeln 1920 zum Landkreis Elbing im Regierungsbezirk Westpreußen der Provinz Ostpreußen. Bodenwinkel und Vogelsang fielen an die Freie Stadt Danzig. Pröbbernau und Schottland gehörten nur von Januar bis Dezember 1920 zur Freistadt.
Nach der Einschließung Ostpreußens durch die Rote Armee verlief seit Ende Januar 1945 die Hauptroute der Flüchtlingstrecks über das zugefrorene Haff und die Frische Nehrung in Richtung Westen. Zahlreiche Menschen kamen dabei ums Leben, unter anderem durch Angriffe sowjetischer Tiefflieger. Vogelsang wurde erst am letzten Tag des Krieges durch die Rote Armee erobert.
Nach dem Kriegsende wurde die Grenze zwischen Neukrug und Narmeln gezogen, der letztere war somit der einzige Ort Westpreußens, der an die Sowjetunion fiel. Der östliche Teil war von 1945 bis 2012 militärisches Sperrgebiet, die Orte Narmeln, Großbruch und Alt Tief hörten auf zu bestehen. In Neu Tief und Kaddighaken nutzte die sowjetische Luftwaffe die 1939 entstandenen Anlagen der Reichsluftwaffe mit einer über 2 km langen Startbahn.

## Natur und Tourismus
Die Frische Nehrung ist per Gesetz ausgewiesenes Naturschutzgebiet. Das unfruchtbare, sandige Land der Frischen Nehrung ist durchgehend mit einem Kiefernwald bewachsen und Heimat von 96 verschiedenen Vogelarten. Die Pflanzenwelt wird von Wacholdern dominiert, aber es existieren auch 13 Pflanzenarten, die ausschließlich auf der Nehrung vorkommen. Aus den „Kaddigbeeren“ (ostpreußisch für Wacholder) stellten früher die Mennoniten des Werders den berühmten Machandelschnaps her. Für den „freien Grenzverkehr“ der Wildschweine ist der Grenzzaun zwischen Polen und Russland ca. 1 m hoch gestellt, damit die Tiere darunter passieren können. Der russische Teil hat sich als Sperrgebiet zu einem einzigartigen Biotop entwickelt.
Bei Krynica Morska gibt es einen 2,5 km langen Strand, umfangreiche Parkanlagen und Mischwald. Bereits 1939 wurde der Ort jährlich von rund 5000 Gästen besucht. Im ehemaligen Neutief auf der östlichsten Spitze der Nehrung befinden sich kleinere Ferienheime und eine Außenstelle des Ozeanologie-Forschungsinstituts der Russischen Akademie der Wissenschaften.

## Durchstich des Kanals durch die Frische Nehrung

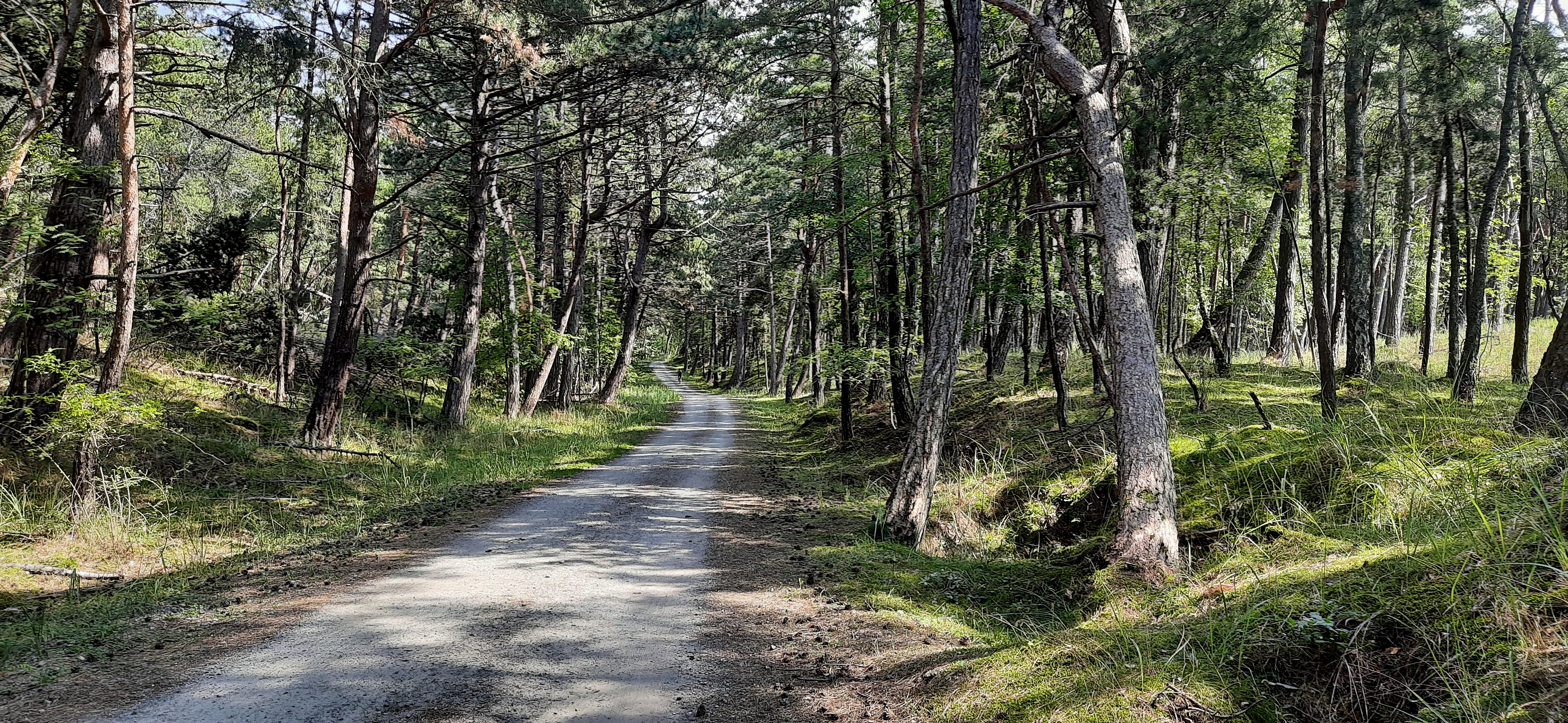
Waldweg von Krynica Morska nach Nowa Karczma

Bedroht wird die einmalige Landschaft nach Ansicht von Umweltschützern durch den am 17. September 2022 eröffneten Kanal durch die Frische Nehrung, um nicht auf den russisch kontrollierten Ostseezugang bei Baltijsk angewiesen zu sein. Der polnische Minister für Seewirtschaft Marek Gróbarczyk kündigte 2016 an, mit dem Projekt Ende 2018 zu beginnen und es im Jahre 2022 fertigzustellen. Das Projekt stößt auf Kritik aus Kreisen von Umweltschutz und Bevölkerung. Befürchtet werden Umweltverschmutzung, Haffversalzung und Einbußen für den Tourismus auf der Nehrung. Der Woiwode der Woiwodschaft Pommern gab am 15. Februar 2019 seine Erlaubnis zum Beginn der Bauarbeiten. Am gleichen Tag begann die Rodung des Baumbestandes im Naturschutzgebiet. In nur fünf Tagen entstand quer durch die Nehrung eine kahlgeschlagene Schneise.
Unabhängige Experten betrachteten den Bau als ein Prestigeprojekt der PiS-Regierung, das die Unabhängigkeit Polens vom auf russischem Staatsgebiet gelegenen Pillauer Tief zeigen solle, aber keine wirtschaftliche Bedeutung habe.
Der Hafen von Elbing spiele ökonomisch eine geringe Rolle, weil die Häfen von Stettin, Gdingen und Danzig den Bedarf an Umschlagkapazität voll deckten. Schiffe mit einer Länge von 100 m, einer Breite von 20 m und einem Tiefgang von 4 m können den Kanal passieren, die Wassertiefe im Frischen Haff beträgt bisher 2,7 Meter.